# Estadi Ciutat de l'Educació
L'estadi Ciutat de l'Educació (àrab: استاد المدينة التعليمية, istād al-Madīna at-Taʿlimiyya), també conegut com a estadi Qatar Foundation, és un estadi de futbol situat a la ciutat d'Ar Rayyan, Qatar. Es va inaugurar el 15 de juny de 2020, sent la tercera seu oficial inaugurada per a la Copa Mundial de Futbol de 2022.
La seva forma s'elabora com un diamant irregular, amb capacitat de 40.000 seients, s'ubica a la Ciutat de l'Educació pertanyent a la Qatar Foundation. Estarà connectat a la resta de l'àrea metropolitana de Doha pel metro nacional. Després de la Copa Mundial l'estadi només en conservarà 25 000 seients i esdevindrà seu d'algun equip local.

## Copa del Món de Futbol del 2022
| Data | Selecció            | Resultat | Selecció            | Fase             |
| ---- | ------------------- | -------- | ------------------- | ---------------- |
| 22   | Dinamarca           | –        | Tunísia             | Grup D           |
| 24   | Uruguai             | –        | Corea del Sud       | Grup H           |
| 26   | Polònia             | –        | Aràbia Saudita      | Grup C           |
| 28   | Corea del Sud       | –        | Ghana               | Grup H           |
| 30   | Tunísia             | –        | França              | Grup D           |
| 2    | Corea del Sud       | –        | Portugal            | Grup H           |
| 6    | 1r Lloc Grup F      | –        | 2n Lloc Grup E      | Vuitens de final |
| 9    | Guanyador Partit 53 | –        | Guanyador Partit 54 | Quarts de final  |